# アゾリゾフィルス・パスパリ
アゾリゾフィルス・パスパリ（Azorhizophilus paspali）はプロテオバクテリア門ガンマプロテオバクテリア綱シュードモナス目シュードモナス科アゾリゾフィルス属の種の一つであり、ブラジルのアメリカスズメノヒエ（Paspalum notatum Fluegge）根圏の土壌から分離された真正細菌である。